# Harry Gould
Harry Gould (5 tháng 1 năm 1925 – 20 tháng 5 năm 2010) là một cầu thủ bóng đá người Anh, thi đấu ở vị trí tiền đạo tầm xa ở Football League cho Tranmere Rovers và Southport.